# سوفیان خیاری
سوفیان خیاری (انگلیسی: Sofian Kheyari؛ زادهٔ ۲۷ ژانویهٔ ۱۹۸۴) بازیکن فوتبال است.
از باشگاه‌هایی که در آن بازی کرده‌است می‌توان به ای‌اف‌سی توبیز اشاره کرد.